# Rolf Monsen
Rolf Monsen (ur. 8 stycznia 1899 w Oslo, zm. 28 kwietnia 1987 w Bellflower) – amerykański skoczek narciarski, biegacz narciarski i kombinator norweski.

## Przebieg kariery
W 1921 roku Monsen wyemigrował do USA, a w 1927 roku został obywatelem amerykańskim.
Monsen dwa razy wystartował na Zimowych Igrzyskach Olimpijskich. Miało to miejsce w 1928 i 1932 roku. Najlepszy występ Amerykanin zanotował na Zimowych Igrzyskach Olimpijskich w 1928 roku, gdzie zajął 6. miejsce w konkursie skoków. Skokiem na 53 metry poprawił rekord olimpijski, który został pobity podczas tego samego konkursu. W biegu na 18 km na IO w 1928 roku zajął 45. miejsce. Na następnych Igrzyskach Monsen zajął 9. miejsce w kombinacji norweskiej, a w biegu na 18 km zajął 33. miejsce. Kontuzja uniemożliwiła Amerykaninowi start w zimowych igrzyskach olimpijskich w 1936 roku. Mimo to Monsen niósł flagę Stanów Zjednoczonych podczas ceremonii otwarcia.
W 1940 r. Rolf Monsen został zatrudniony przez Departament Wojny Stanów Zjednoczonych do pomocy w szkoleniu 10. Oddziału Górskiego na potrzeby walki w górach podczas II wojny światowej.
Od 1964 roku Monsen należy do National Ski Hall of Fame.
Monsen reprezentował barwy Sugar Bowl Ski Club.